# Bramling
Bramling – wieś w Anglii, w hrabstwie Kent, w dystrykcie Canterbury. Leży 8 km na wschód od miasta Canterbury i 96 km na wschód od centrum Londynu.